# عجایب جهان
عجایب جهان، از زمان‌های قدیم تا به امروز فهرست‌های مختلفی به این عنوان برای معرفی تماشایی‌ترین شگفتی‌های طبیعی و همچنین ساختهٔ بشر در جهان تدوین شده‌اند.
عجایب هفت‌گانه، اولین فهرست شناخته‌شده از برجسته‌ترین ساخته‌های دوران کلاسیک و باستان است. این فهرست بر اساس کتاب‌های راهنمای سفر شناخته‌شده در بین گردشگران یونان باستان نوشته شده و تنها شامل آثاری است که در محه ی  دریای مدیترانه بنا شده بودند. عدد هفت به این دلیل انتخاب شده بود که یونانیان آن را نماد کمال و فراوانی و همچنین آن را نشانگر پنج سیاره شناخته شده در دوران باستان به اضافه خورشید و ماه می‌دانستند ولی فهرست‌های مشابه زیادی ایجاد شده‌اند.

## عجایب هفت‌گانه
- هرم بزرگ جیزه
- باغ‌های معلق بابل
- تندیس زئوس در المپیا
- نیایشگاه آرتمیس
- آرامگاه هالیکارناسوس
- غول رودس
- فانوس اسکندریه

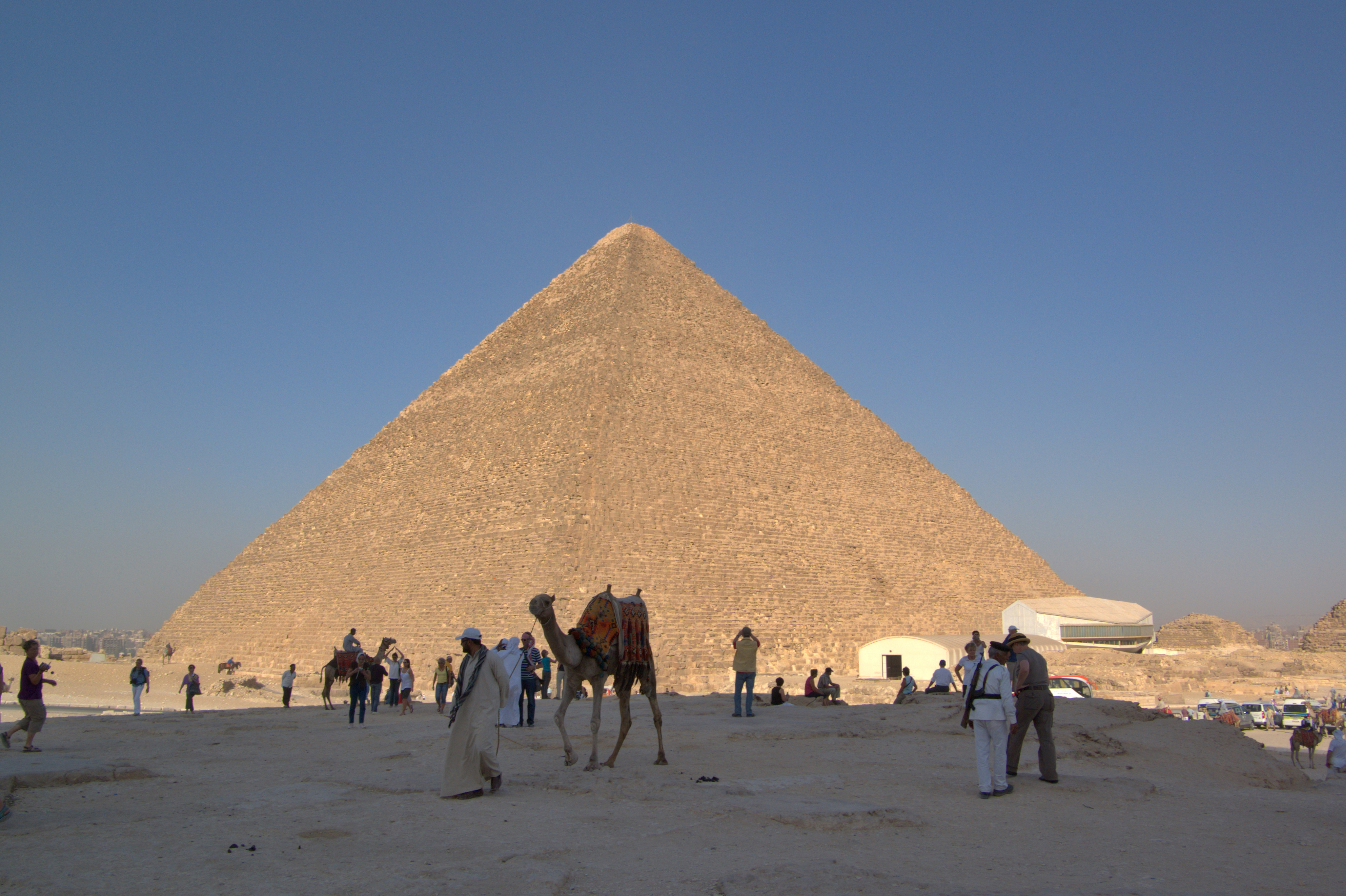
هرم بزرگ جیزه، تنها شگفتی جهان باستان که هنوز پا بر جا مانده‌است

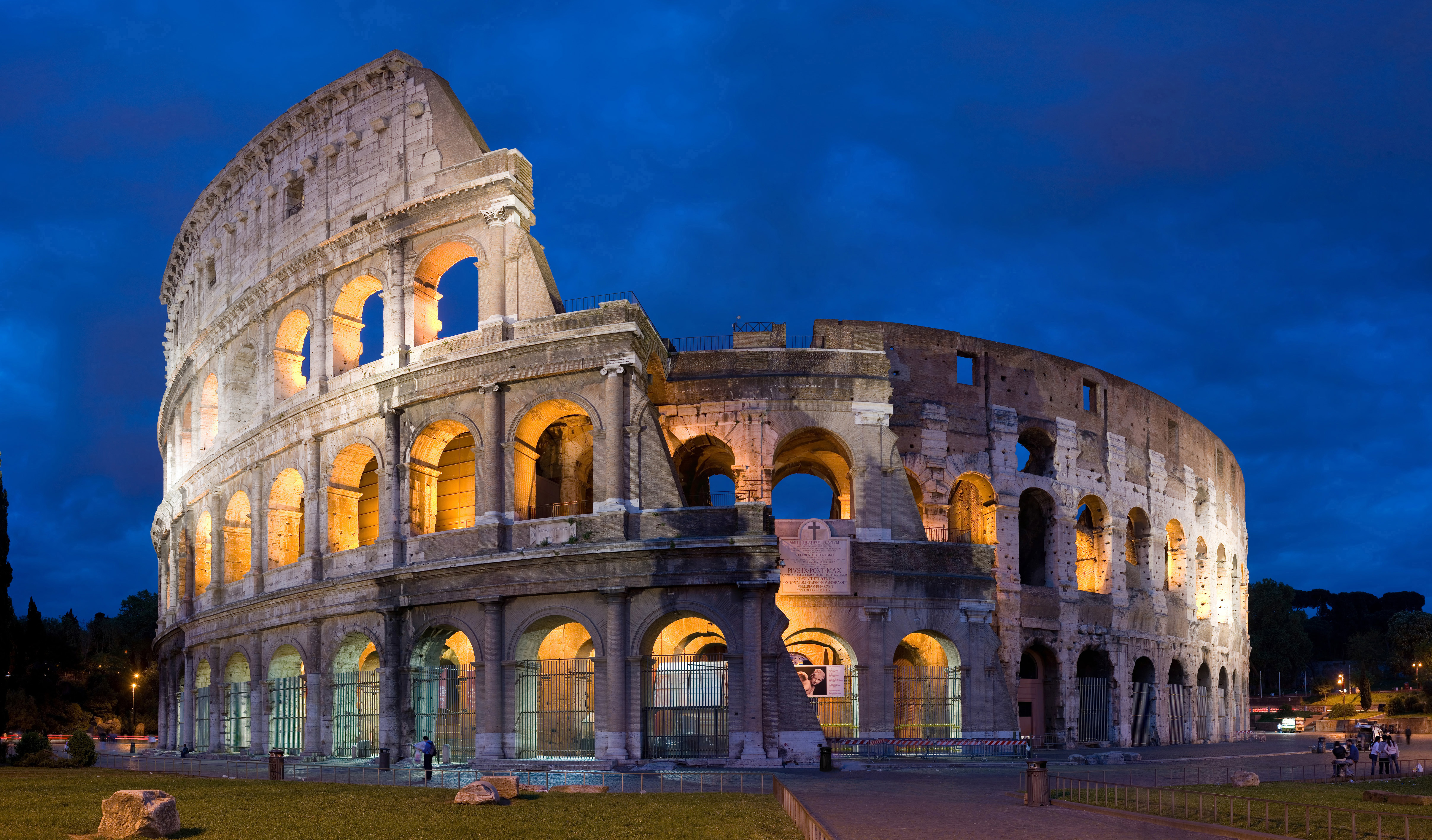
کولوسئوم در رم

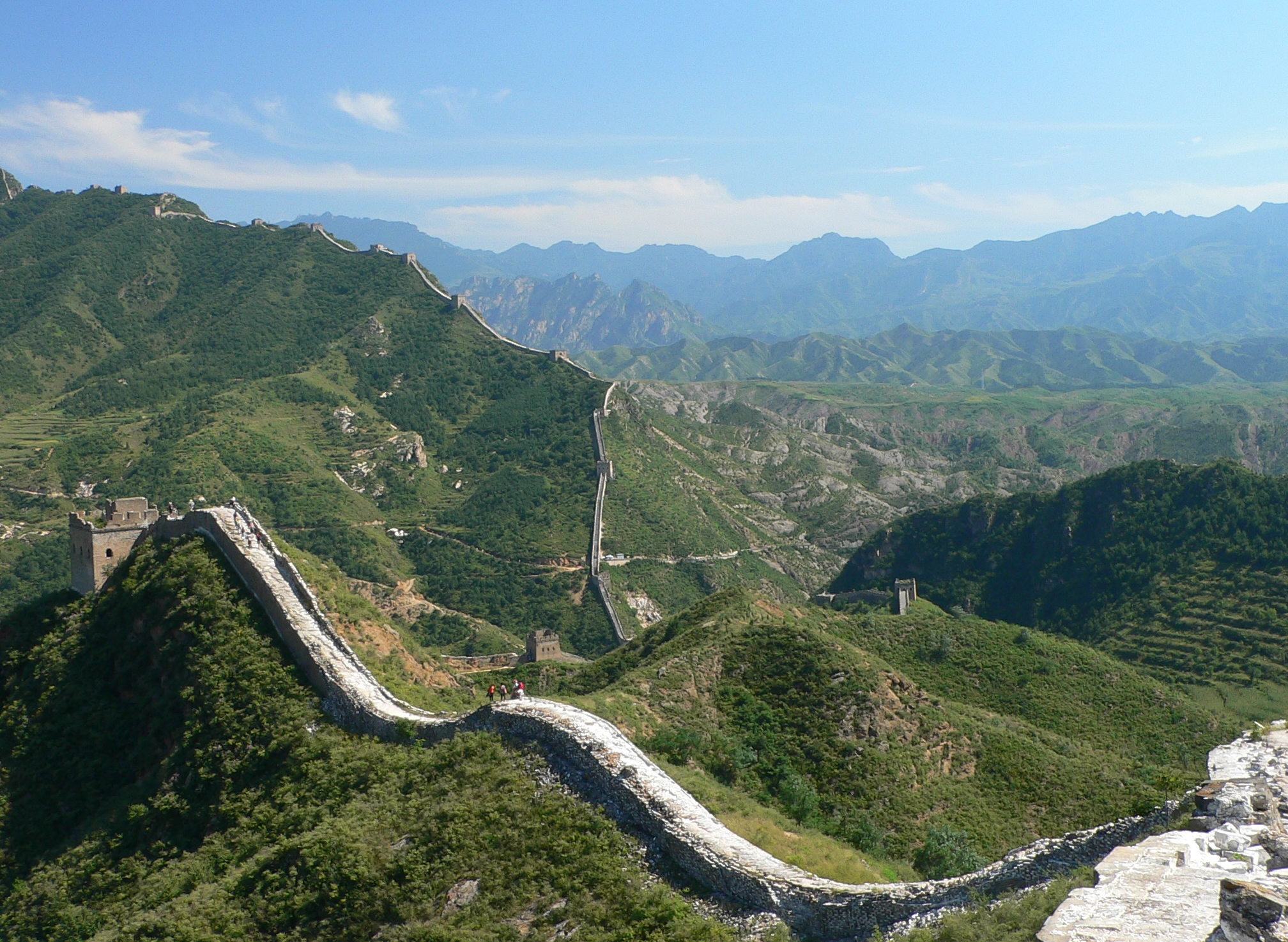
دیوار چین

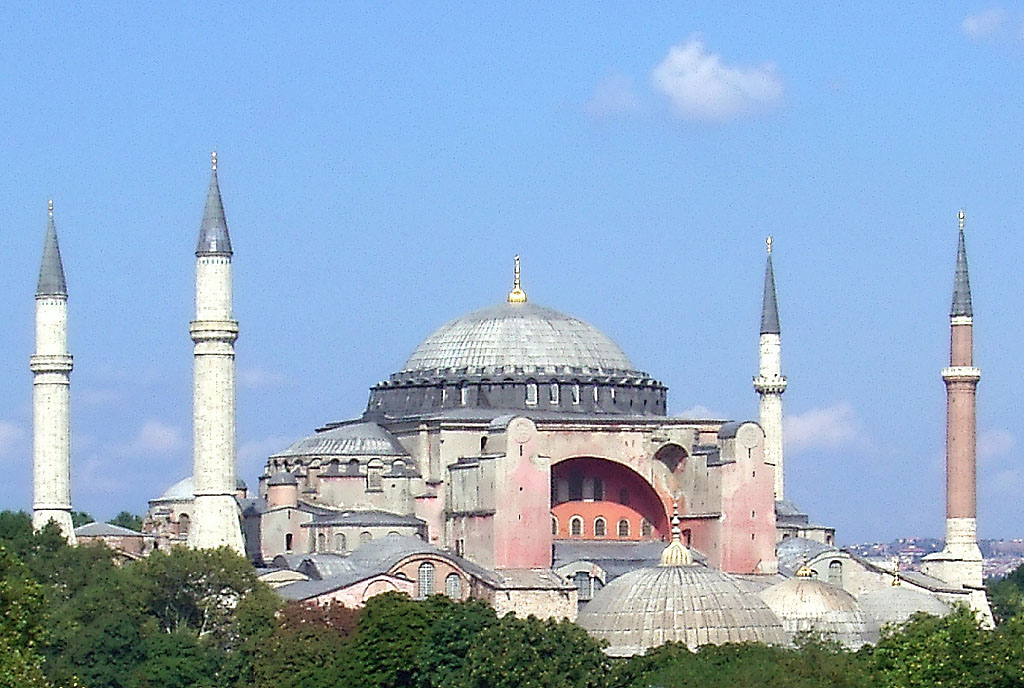
ایاصوفیه

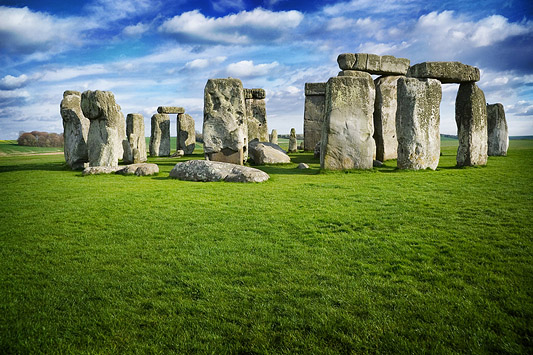
استون‌هنج

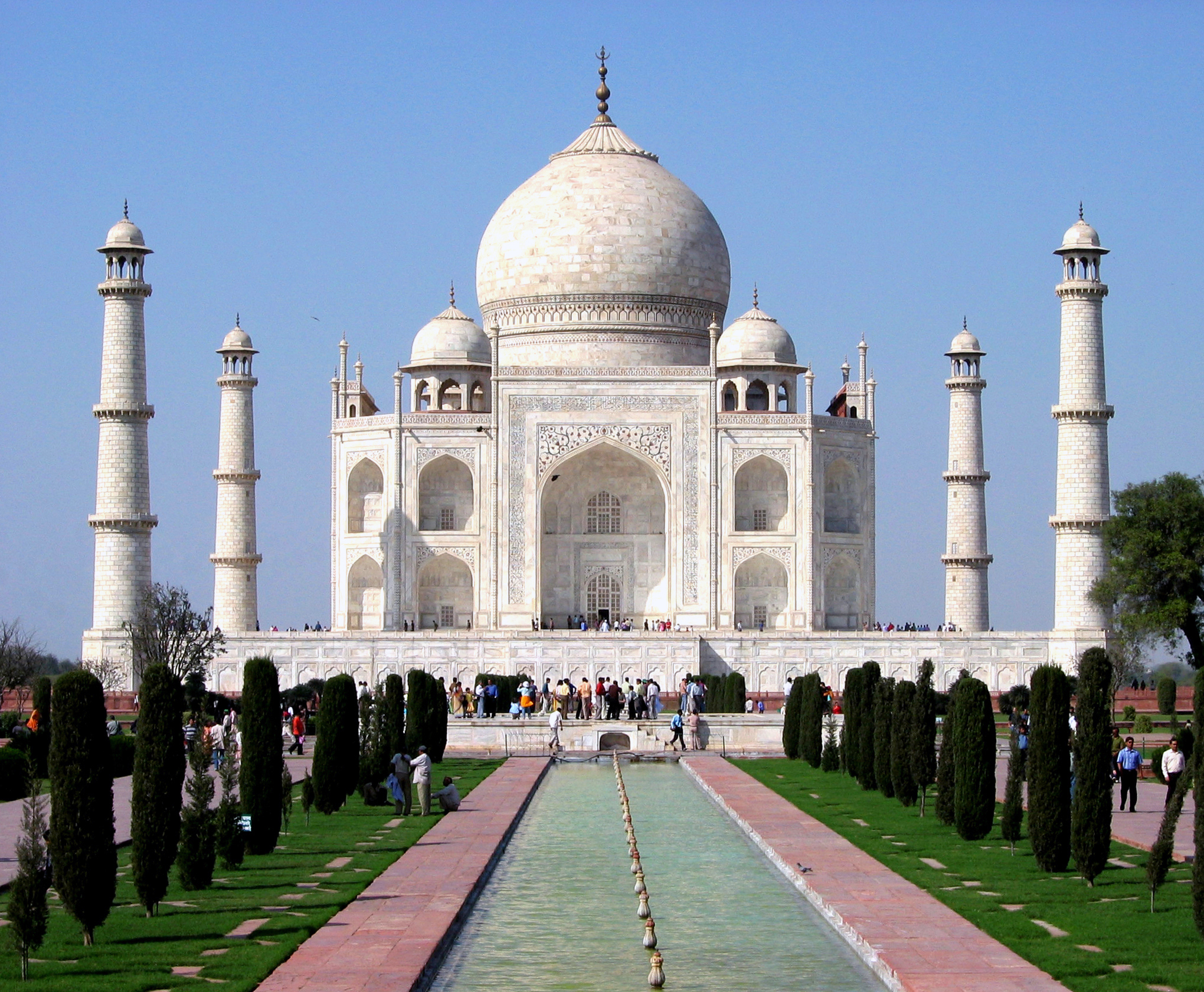
تاج‌محل

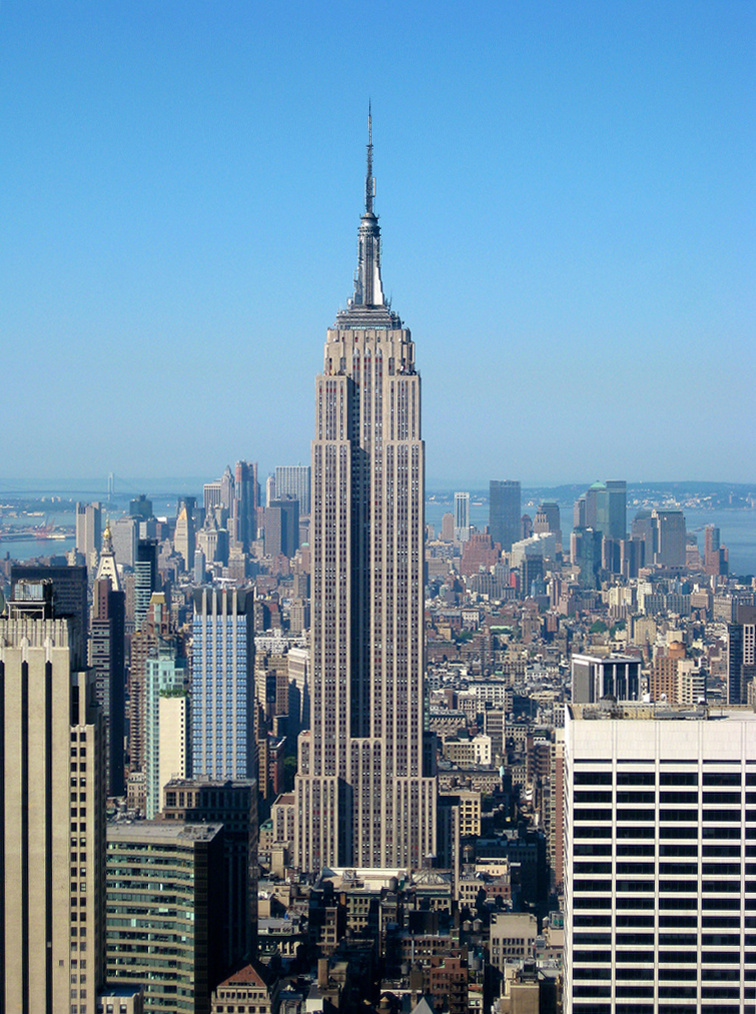
ساختمان امپایر استیت

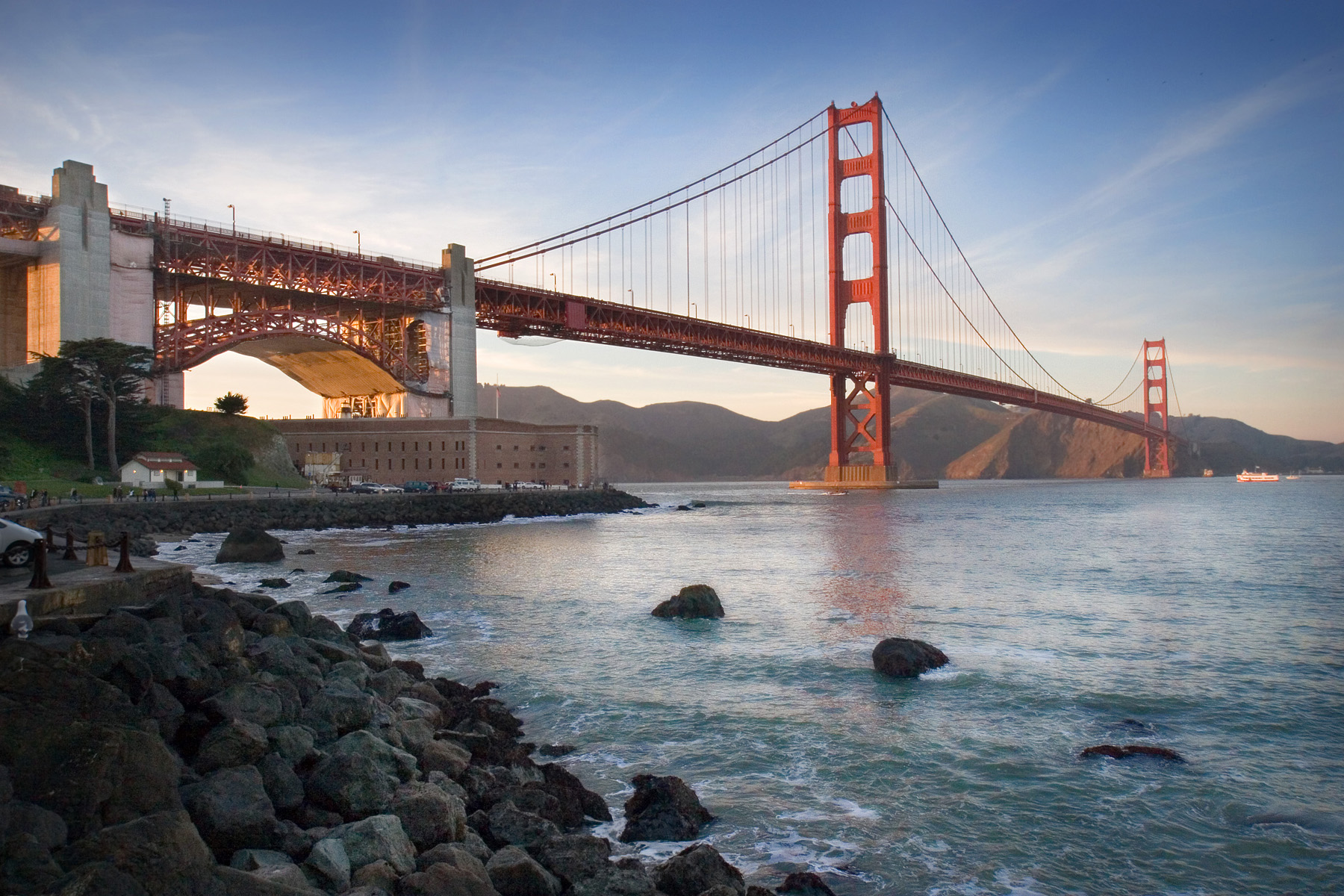
پل گلدن گیت

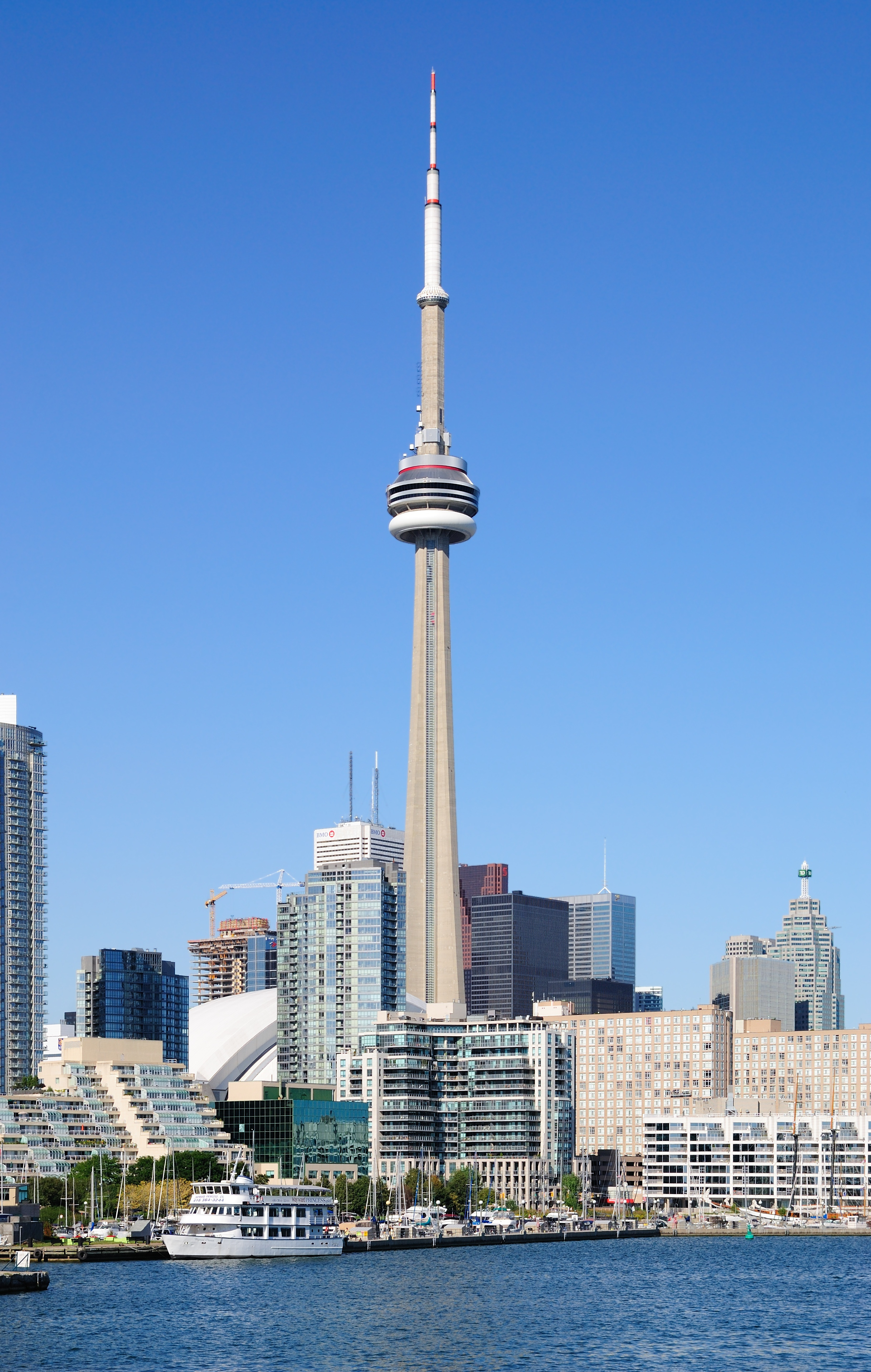
برج سی‌ان

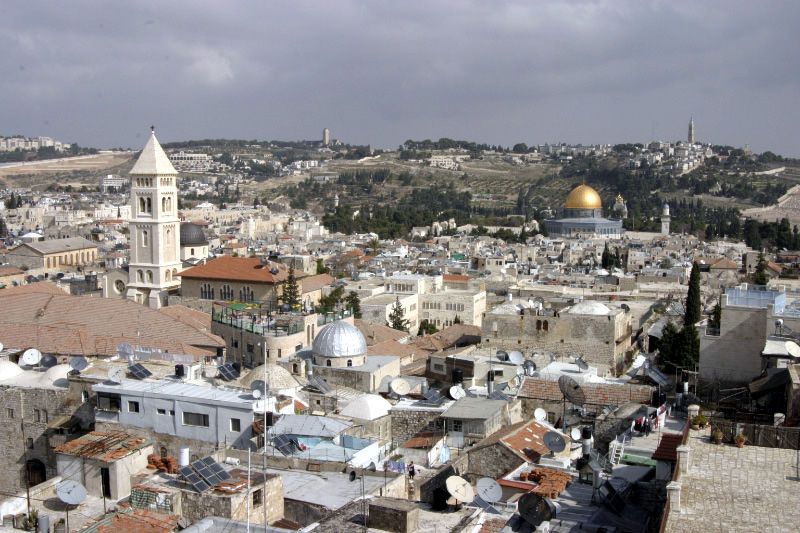
شهر قدیم (اورشلیم)

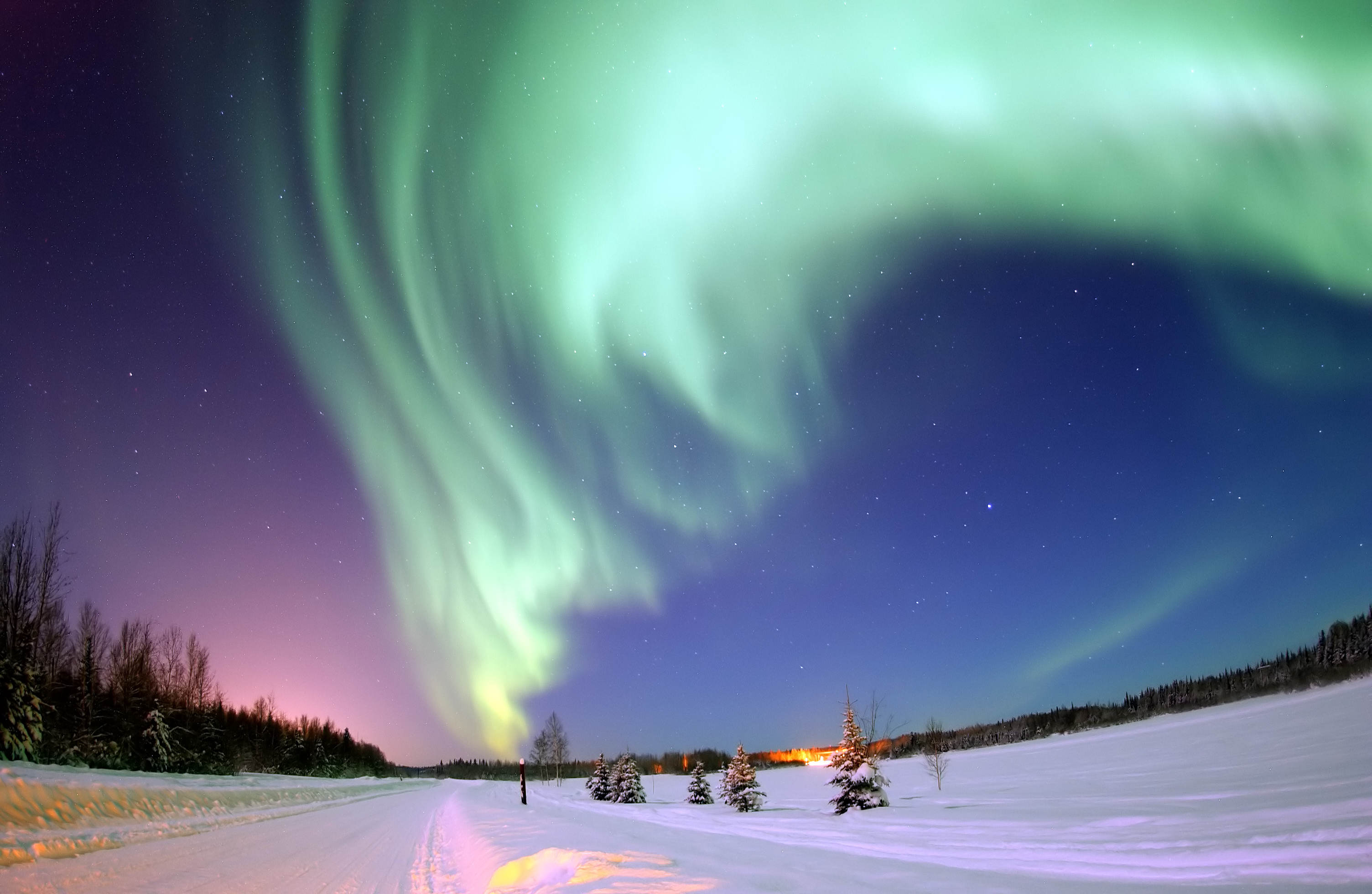
شفق های قطبی یا شفق های شمالی

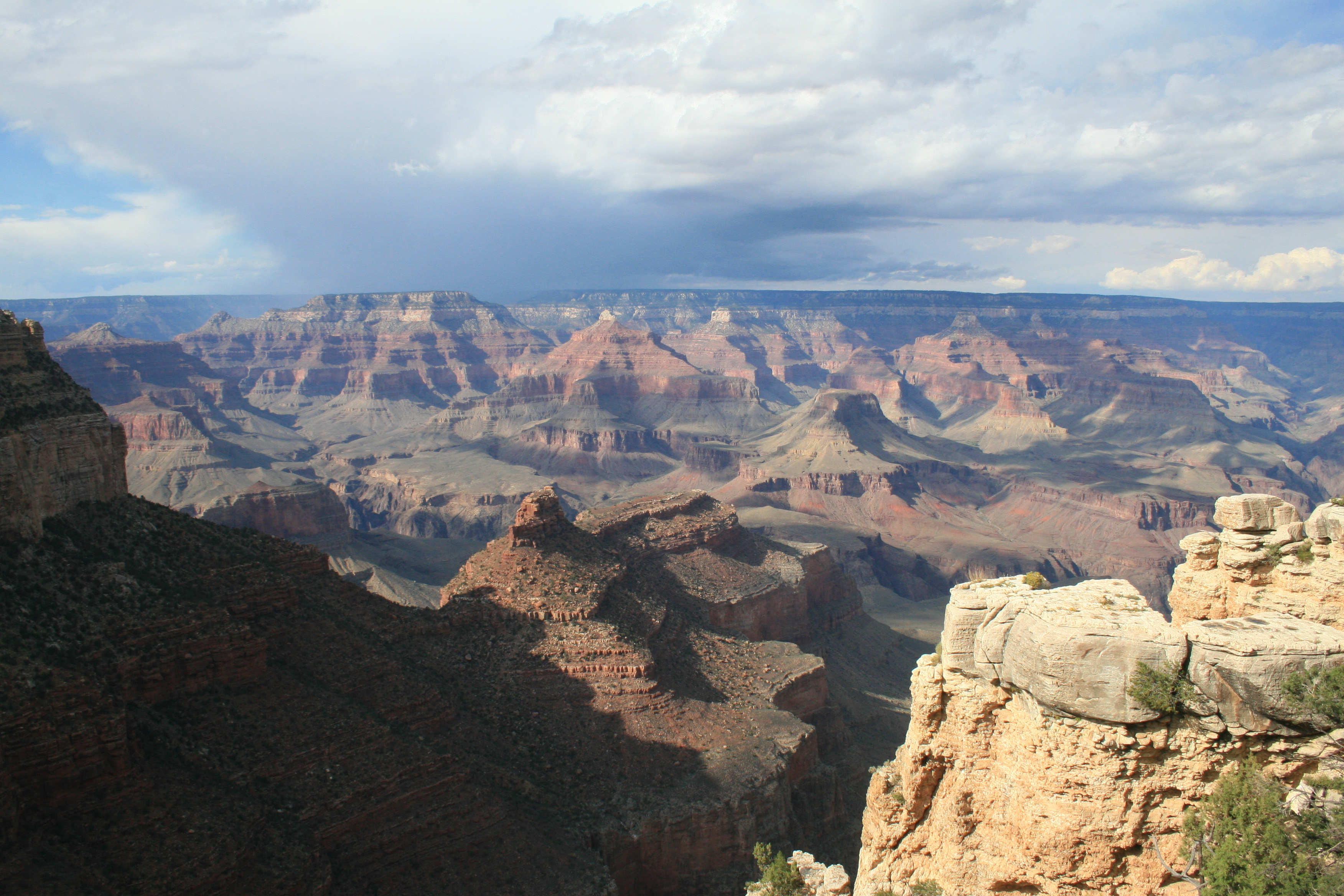
گرند کنیون

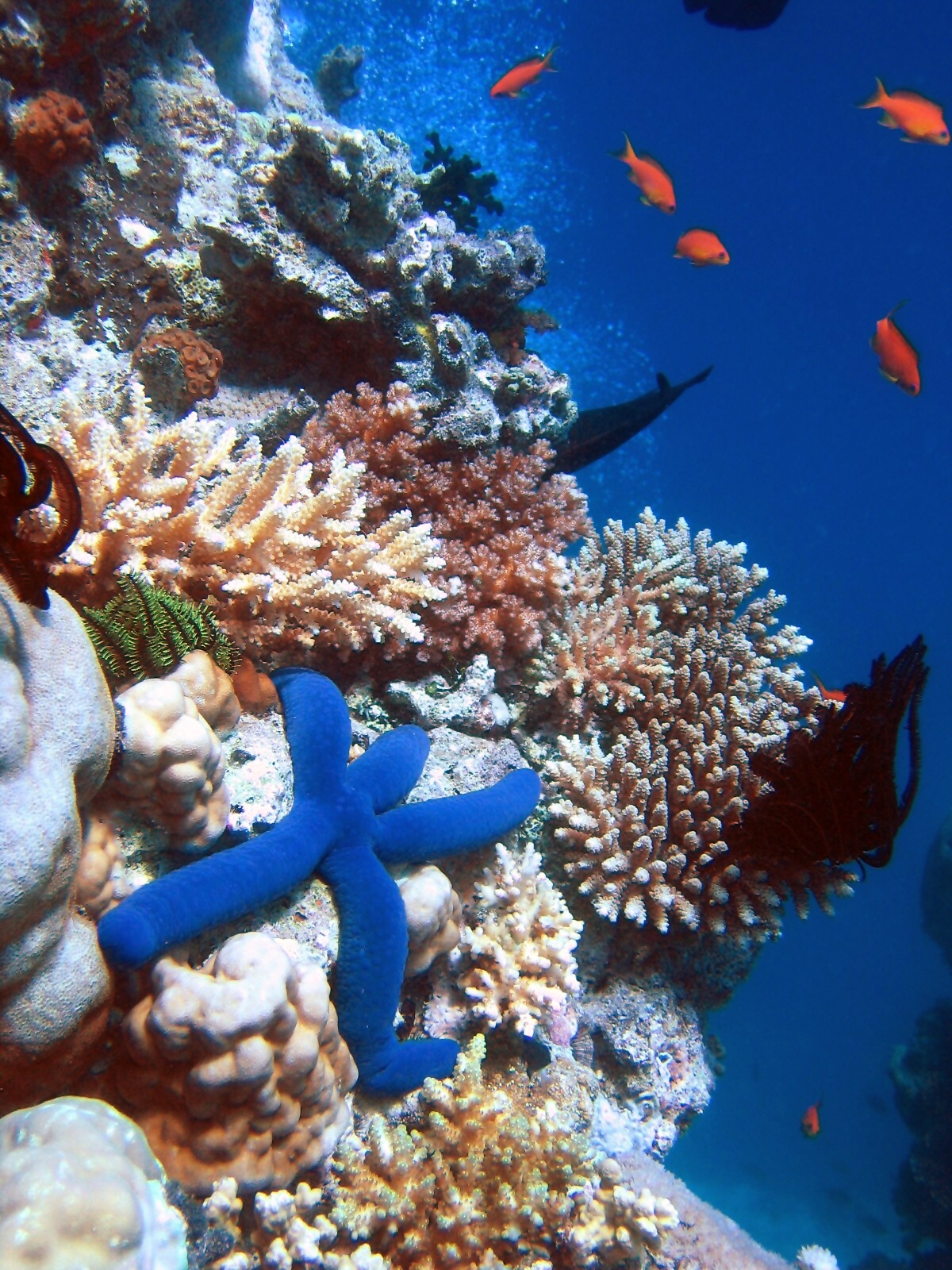
دیواره بزرگ مرجانی

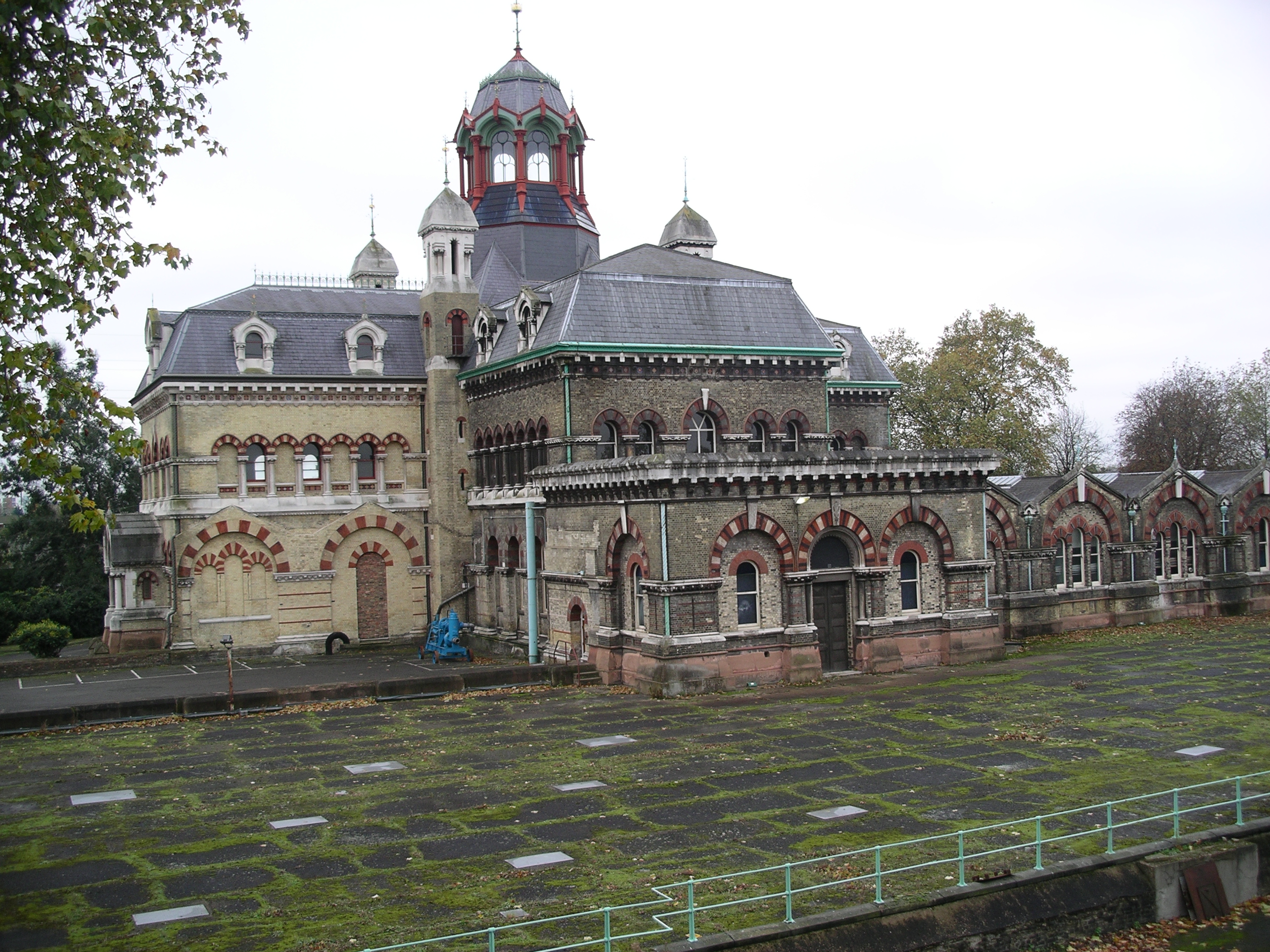
سیستم فاضلاب لندن، ایستگاه پمپاژ اصلی آبی میلز

ماچو پیچو

دروازه ایشتار در فهرست‌های اولیه به‌جای فانوس اسکندریه به‌عنوان هفتمین شگفتی جهان آورده شده‌بود. فهرستی که امروزه می‌شناسیم در قرون وسطی تهیه شده یعنی در زمانی که تعداد زیادی از این شگفتیها از بین رفته بودند.
امروزه هرم بزرگ جیزه تنها شگفتی جهان باستان است که هنوز پا بر جا مانده‌است.

### فهرست‌های مربوط به دوره‌های تاریخی دیگر
در قرن نوزدهم و اوایل قرن بیستم میلادی برخی نویسندگان فهرست‌های خود را نوشتند و بر آنها نامهایی مانند عجایب قرون وسطی، عجایب هفت‌گانه ذهن قرون وسطایی و عجایب معماری قرون وسطی گذاشتند. با این حال به نظر نمی‌رسد که این فهرست‌ها در قرون وسطی نوشته شده باشند زیرا کلمه انگلیسی Medieval به معنای قرون وسطایی در عصر روشنگری ساخته شده‌است و همچنین ایده قرون وسطی تا قبل از قرن شانزدهم میلادی شناخته شده و همه گیر نبوده‌است. بسیاری از سازه‌های موجود در این فهرست خیلی پیش از قرون وسطی بنا شده بودند ولی در آن زمان بسیار شناخته شده بودند.
بناهایی که به‌طور معمول در این فهرست‌ها آورده شده‌اند:
- استون‌هنج
- کولوسئوم
- شوکافا
- دیوار چین
- برج چینی نانچینگ
- ایاصوفیه
- برج کج پیزا

بناهایی که در برخی از این فهرست‌ها ذکر شده‌اند:
- تاج‌محل[۶]
- ارگ قاهره[۷]
- کلیسای جامع الی[۸]
- صومعه کلانی[۹]

## عجایب جهان امروز
لیست مربوط به بزرگ‌ترین سازه‌های موجود در جهان است که در دوران معاصر یا از بزرگترین شگفتی‌های جهان امروز به حساب می‌آیند؛ که در ذیل به آنها اشاره شده‌است.

### انجمن مهندسان عمران آمریکا
انجمن مهندسان عمران آمریکا، فهرستی از عجایب جهان امروز را تنظیم کرده‌اند:
| سازه                   | تاریخ شروع         | تاریخ اتمام                                                                      | موقعیت                                                      |
| ---------------------- | ------------------ | -------------------------------------------------------------------------------- | ----------------------------------------------------------- |
| تونل مانش              | ۱ دسامبر سال ۱۹۸۷  | ۶ مه، ۱۹۹۴                                                                       | تنگه دوور، بین بریتانیا و فرانسه                            |
| برج سی‌ان               | ۶ فوریه سال ۱۹۷۳   | ۲۶ جون، سال ۱۹۷۶، بلندترین سازه مستقل در جهان                                    | تورنتو، انتاریو، کانادا                                     |
| ساختمان امپایر استیت   | ۲۲ ژانویه سال ۱۹۳۰ | ۱ می، سال ۱۹۳۱، بلندترین سازه در جهان ۱۹۶۷-۱۹۳۱، اولین ساختمان با بیش از صد طبقه | نیویورک سیتی، نیویورک، ایالات متحده آمریکا                  |
| پل گلدن گیت            | ۵ ژانویه سال ۱۹۳۳  | ۲۷ می، سال ۱۹۳۷                                                                  | گلدن گیت، شمال سان‌فرانسیسکو، کالیفرنیا، ایالات متحده آمریکا |
| سد ایتایپو             | ژانویه ۱۹۷۰        | ۵ می، سال ۱۹۸۴                                                                   | پارانا (رود)، بین برزیل و پاراگوئه                          |
| دلتا ورکس/ زیدرزی ورکس | سال ۱۹۲۰           | ۱۰ می، سال ۱۹۹۷                                                                  | هلند                                                        |
| آبراه پاناما           | ۱ ژانویه سال ۱۸۸۰  | ۷ ژانویه، سال ۱۹۱۴                                                               | باریکه پاناما                                               |

### بنیاد عجایب هفت‌گانه جدید
در سال ۲۰۰۱ به ابتکار شرکت سوئیسی "New7Wonders" فعالیت خود را آغاز کرد و با عنوان عجایب هفتگانه جدید که از ۲۰۰ آثار تاریخی موجود انتخاب شوند:
| سازه          | تاریخ ساخت                                  | مکان           |
| ------------- | ------------------------------------------- | -------------- |
| دیوار چین     | قرن پنجم قبل از میلاد تا قرن شانزدهم میلادی | جمهوری خلق چین |
| پترا          | ۱۰۰ سال قبل از میلاد                        | اردن           |
| مجسمه مسیح    | در ۱۲ اکتبر ۱۹۳۱ میلادی افتتاح شد           | برزیل          |
| ماچو پیچو     | ۱۴۵۰ میلادی                                 | پرو            |
| چیچن ایتزا    | ۶۰۰ میلادی                                  | مکزیک          |
| کولوسئوم      | در سال ۸۰ میلادی تکمیل شد                   | ایتالیا        |
| تاج‌محل        | در سال ۱۶۴۸ میلادی تکمیل شد                 | هند            |
| هرم بزرگ جیزه | در سال ۲۵۶۰ قبل از میلاد تکمیل شد           | مصر            |

## مطالعات بیشتر
- Ash, Russell, "Great Wonders of the World". Dorling Kindersley. 2000. ISBN 978-0-7513-2886-8
- Cox, Reg, and Neil Morris, "The Seven Wonders of the Modern World". Chelsea House Publications: Library. October 2000. ISBN 0-7910-6048-9
- Cox, Reg, Neil Morris, and James Field, "The Seven Wonders of the Medieval World". Chelsea House Publications: Library. October 2000. ISBN 0-7910-6047-0
- D'Epiro, Peter, and Mary Desmond Pinkowish, "What Are the Seven Wonders of the World? and 100 Other Great Cultural Lists". Anchor. December 1, 1998. ISBN 0-385-49062-3
- Morris, Neil, "The Seven Wonders of the Natural World". Chrysalis Books. December 30, 2002. ISBN 1-84138-495-X